# Трифонова Поліна
Полі́на Три́фонова (* 1992) — українська та болгарська тенісистка.

## Життєпис
Народилась в Болгарії у місті Кубрат в родині болгарина і росіянки (родом із Саратова). У віці 9 років з родиною переїхала до України — в Донецьку почав працювати її батько. В Донецьку почала займатися настільним тенісом; першим тренером був Григорій Салахутдінов. Аби змогти грати за збірну — прийняла українське громадянство. У віці 18 років повернулася до болгарського підданства.
Проживала в Донецьку; представляла спортивний клуб «Норд».
2008 року в Терні на чемпіонаті Європи серед юніорів виборює золоті медалі у командному заліку (Маргарита Песоцька, Ірина Моцик, Євгенія Васильєва, Валерія Степановська).
Чемпіонат України з настільного тенісу 2008 — переможниця в командній першості; вона та Марія Негуляєва і Віра Лашко.
Чемпіонат України з настільного тенісу 2009 — срібна нагорода в особистій першості.
Чемпіонат України з настільного тенісу 2010 — переможниця в особистій першості.
Чемпіонка Європи в складі збірної України серед кадетів і юніорок — 2006 і 2008 роки. У 2010 році дебютувала на дорослому чемпіонаті Європи і змогла дійти до 1/8 фіналу з командою. Повторила успіх в 2011 і 2013 роках.
Після початку вторгнення РФ повернулась до Болгарії. 2017 року стала срібною призеркою чемпіонату Болгарії. 2020 року стала чемпіонкою Болгарії.